# NGC 4842/2
NGC 4842/2 је елиптична галаксија у сазвежђу Береникина коса која се налази на NGC листи објеката дубоког неба.
Деклинација објекта је + 27° 29' 4" а ректасцензија 12h 57m 36,4s. Привидна величина (магнитуда) објекта NGC 4842 износи 15,1 а фотографска магнитуда 16,1. NGC 48422 је још познат и под ознакама NGC 4842B, MCG 5-31-31, CGCG 160-46, DRCG 27-23, PGC 44338.